# 楂子樹
楂子樹，在緬甸果敢縣西山區西南部，距西山區首府大水塘約8公里，是18－20世紀初果敢的行政中心。楂子樹在九頭山南部，臨近白沙溝，果敢土司衙門位於山上，土司當政時，人口眾多的土司家族居住於衙門旁的街道。
现任乡长为徐老发（又名徐发启），2023年12月10日因被指控是缅甸电信网络诈骗犯罪集团重要头目被中国警方通缉。